# 2008年夏季残疾人奥林匹克运动会闭幕式
2008年夏季残疾人奥林匹克运动会闭幕式是2008年夏季残疾人奥林匹克运动会的闭幕式，于北京时间2008年9月17日在北京国家体育场举行。

## 创作团队
- 总导演：张艺谋

## 播报语言
闭幕式中所使用的播报语言与开幕式一致，第一播报语言为国际残奥委会的官方语言——英语，其次是主办国中华人民共和国的国家语言——汉语普通话。

## 演奏曲目
- 欢迎进行曲
- 中华人民共和国国歌
- 联合王国国歌
- 国际残奥委会会歌

## 出席嘉賓

### 主辦國領導人
- 中共中央总书记、国家主席、中央军委主席：胡锦涛
- 中共中央政治局委员、北京市委书记、北京奥组委主席刘淇

### 國際組織官員
- 国际残奥委会主席、国际奥委会委员：菲利普·克雷文

### 各国及地区政府代表團
- 英国 — 伦敦市市长鲍里斯·约翰逊

## 轉播機構
- 中国大陆 —中国中央电视台（CCTV-1、CCTV-2、CCTV-5）

## 另見
- 2008年夏季残疾人奥林匹克运动会开幕式
- 2008年夏季奧林匹克運動會開幕式
- 2008年夏季奧林匹克運動會閉幕式